# Астинома
Астинома је у грчкој митологији било име неколико личности.

## Митологија
1. Кћерка Аполоновог свештеника Хриса. Помиње се као Ахилова робиња, коју је добио при деоби плена у Лирнесу, где ју је њен отац био послао да би је заштитио или да би прослављала празник Артемиде. Она је ипак припала Агамемнону, али је он морао да је врати оцу како би избегао Аполонов гнев.[1][2]
2. Ниобина кћерка. Њен отац Амфион је саградио седам капија око Тебе које је назвао према својим кћеркама, па тако и једну према њој.[2][3]
3. Талајева и Еуриномина кћерка и Капанејева мајка.[2][4]